# J-League de 2017
A J-League de 2017 foi a 25º edição da liga de futebol japonesa profissional J-League. Foi iniciada em fevereiro e com término em 2 de dezembro de 2017.
O campeonato teve 18 clubes. O Kawasaki Frontale foi o campeão, sendo o vice Kashima Antlers.

## Artilharia
Atualizado até 2 de Dezembro de 2017.
| Ranking | Jogador        | Clube              | Gols |
| ------- | -------------- | ------------------ | ---- |
| 1       | Yū Kobayashi   | Kawasaki Frontale  | 23   |
| 2       | Kenyu Sugimoto | Cerezo Osaka       | 22   |
| 3       | Shinzo Koroki  | Urawa Red Diamonds | 20   |
| 4       | Kengo Kawamata | Júbilo Iwata       | 14   |
| 5       | Mu Kanazaki    | Kashima Antlers    | 12   |
| 5       | Rafael Silva   | Urawa Red Diamonds | 12   |
| 5       | Cristiano      | Kashiwa Reysol     | 12   |
| 8       | Leandro        | Kashima Antlers    | 11   |